# Tarek Abdelslam Sheble Mohamed
Tarek Mohamed Abdelslam Sheble Mohamed (in arabo طارق عبد السلام‎?; Alessandria d'Egitto, 29 ottobre 1993) è un lottatore egiziano naturalizzato bulgaro, specializzato nella lotta greco-romana.

## Palmarès

### Per la Bulgaria
- Europei

Novi Sad 2017: oro nei 75 kg.

### Per l'Egitto
- Giochi panafricani

Brazzaville 2015: oro negli 80 kg.
- Giochi del Mediterraneo

Mersin 2013: bronzo nei 74 kg.
- Campionati africani

Alessandria d'Egitto 2015: argento nei 75 kg.
- Mondiali

Sofia 2013: bronzo nei 74 kg.
- Campionati africani

Alger - Staouali 2011: oro nei 74 kg.
- Campionati africani

El Cairo 2010: argento nei 69 kg.